# Jackie Henderson
John Gillespie „Jackie“ Henderson (* 17. Januar 1932 in Bishopbriggs; † 26. Januar 2005 in Poole) war ein schottischer Fußballspieler.

## Laufbahn
Henderson kam 1949 als Wehrdienstleistender nach Portsmouth. Dort schloss er sich dem FC Portsmouth an, für den er bis 1958 auflief. Dabei war er den Verantwortlichen der schottischen Nationalmannschaft aufgefallen, die ihn 1953 erstmals in die Mannschaft beriefen. Ein Jahr später gehörte er dem Kader für die Weltmeisterschaft 1954 an. Anfang 1958 wechselte er zunächst zu den Wolverhampton Wanderers, bei denen er sich nicht als Stammkraft etablieren konnte und daher nach dem Gewinn der Meisterschaft zum Saisonende keine Medaille erhielt. Im Herbst zog er zum FC Arsenal weiter, wo er zunächst Stammspieler war. Nachdem er jedoch in der Spielzeit 1961/62 nicht mehr regelmäßig aufgelaufen war, ging er zum Lokalrivalen FC Fulham. Hier beendete er 1964 seine Profilaufbahn und ließ anschließend seine Karriere im Amateurfußball ausklingen.